# Metaphycus monticolens
Metaphycus monticolens är en stekelart som beskrevs av Dozier 1937. Metaphycus monticolens ingår i släktet Metaphycus och familjen sköldlussteklar.
Artens utbredningsområde är Puerto Rico. Inga underarter finns listade i Catalogue of Life.